# Ilarione di Gaza
Ilarione di Gaza (Tabata, 291 – Pafo, 371) è stato un monaco cristiano romano originario della Palestina, che trascorse parte della sua vita come eremita.

## Agiografia
Secondo l'agiografia, compì gli studi ad Alessandria, dove si convertì al cristianesimo e fu battezzato. Desideroso di dedicarsi alla vita ascetica, incontrò sant'Antonio l'Anacoreta e quindi tornò in Palestina dove, dopo aver scoperto della morte dei propri genitori, donò tutti i suoi averi ai poveri. Dopo aver introdotto l'ascetismo nel territorio circostante Gaza, si dedicò alla vita monastica viaggiando per tutto l'Impero Romano.
La tradizione agiografica attesta che l'asceta palestinese, passato per l'Egitto, sarebbe sbarcato a Pachino e poi avrebbe sostato tre anni sull'isola (forse nei pressi dell'attuale Ispica), dove avrebbe cercato rifugio per praticare la vita eremitica. Se ne allontanò poi, a motivo della diffusione della sua fama.
Verso la fine della sua vita, sempre secondo le stesse fonti, i suoi miracoli gli diedero fama di guaritore e viaggiò, dal 365, ininterrottamente per l'Italia, la Croazia e Cipro, inseguito da folle di ammalati.
Morì a Pafo (sull'isola di Cipro) nel 371.

## Culto
Il suo culto rimane attualmente circoscritto solo ad alcuni ambiti locali. Godette tuttavia di un'ampia popolarità in epoca medioevale al punto che diversi monasteri attribuirono al santo la loro fondazione.
Secondo il Martirologio Romano, il giorno dedicato al santo è, come per l'eremita Agatone, il 21 ottobre:
(Martirologio Romano)
È patrono di Caulonia e di Sant'Ilario dello Ionio.